# Grande inondazione del 1862

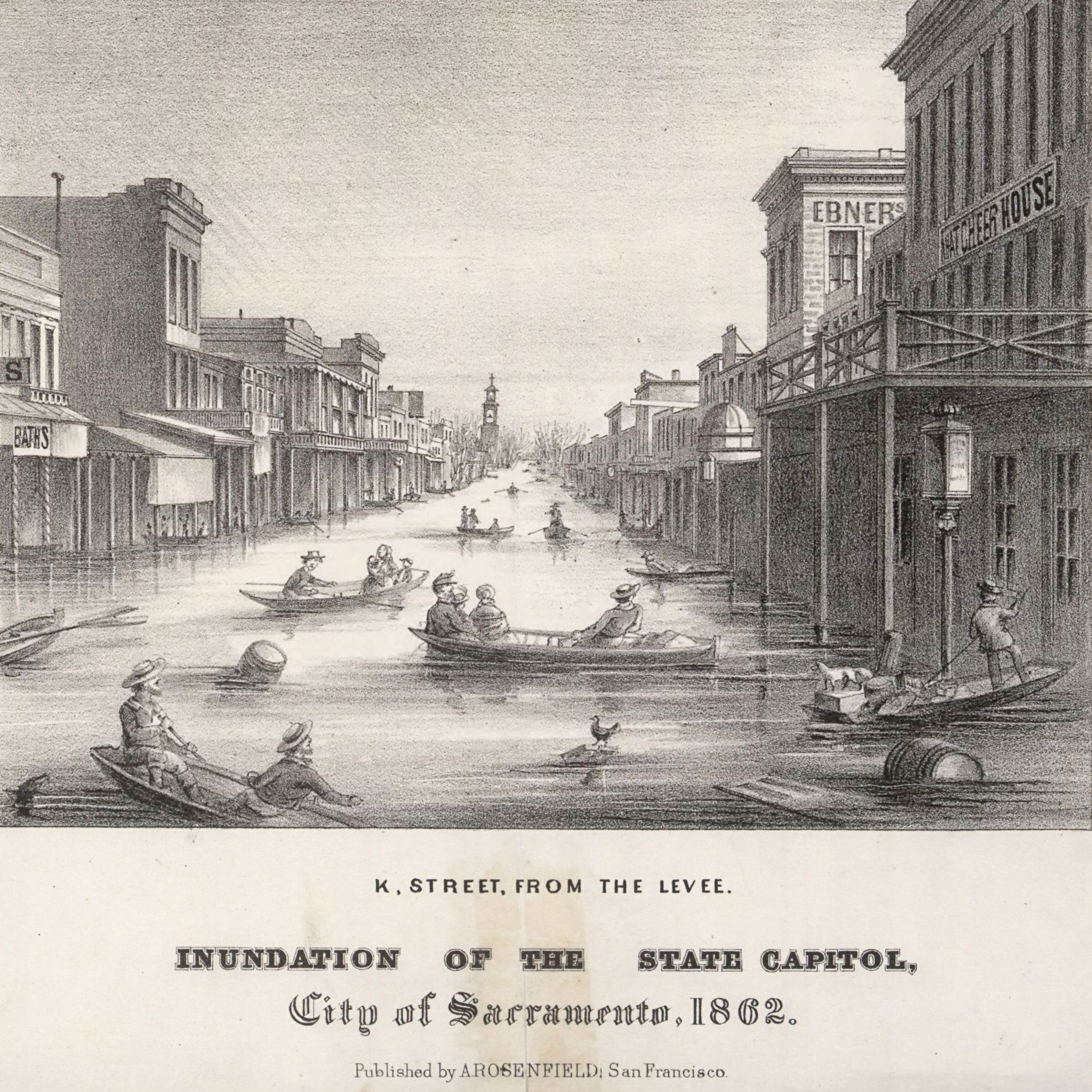
Litografia di K Street nella città di Sacramento, California, durante la grande inondazione del 1862

La grande inondazione del 1862 (Great Flood of 1862 in inglese) fu la più grande inondazione registrata nella storia di Oregon, Nevada e California, che si verificò dal dicembre 1861 al gennaio 1862, causata da un ARkStorm. Fu preceduta da settimane di continue piogge e nevicate ad altissime altitudini che iniziarono in Oregon nel novembre 1861 e continuarono nel gennaio 1862. Seguì una quantità record di pioggia dal 9 al 12 gennaio e contribuì a un'alluvione che si estese dal fiume Columbia a sud, nell'Oregon orientale, e attraverso la California fino a San Diego, e si estendeva fino all'Idaho nel Territorio di Washington, nel Nevada e nello Utah nel Territorio dello Utah, e in Arizona nella parte occidentale del Territorio del Nuovo Messico. L'ARkStorm ha scaricato un equivalente di 10 piedi di pioggia in California, sotto forma di pioggia e neve, per un periodo di 43 giorni. Immense nevicate sulle montagne dell'estremo occidente degli Stati Uniti alimentarono inondazioni in Idaho, Arizona, Nuovo Messico e Sonora, in Messico, la primavera e l'estate successive quando la neve si è sciolta.
L'evento è stato coronato da una calda e intensa tempesta che ha sciolto l'alto carico di neve. Il conseguente scioglimento della neve inondò valli, inondò o spazzò via città, mulini, dighe, canali, abitazioni, recinti e animali domestici e campi in rovina. È stato descritto come il peggior disastro che abbia mai colpito la California.